# アガッツ島 (アラスカ州)

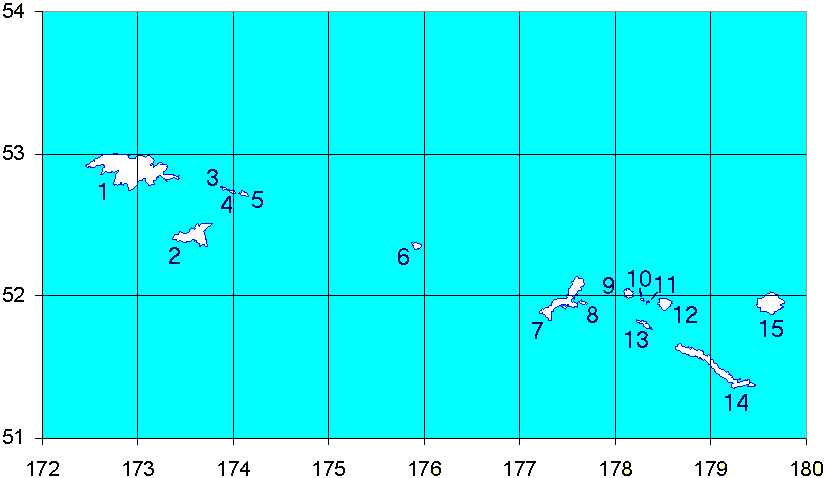
アリューシャン列島アメリカ領部分西部の地図、この地図の2番がアガッツ島にあたる。

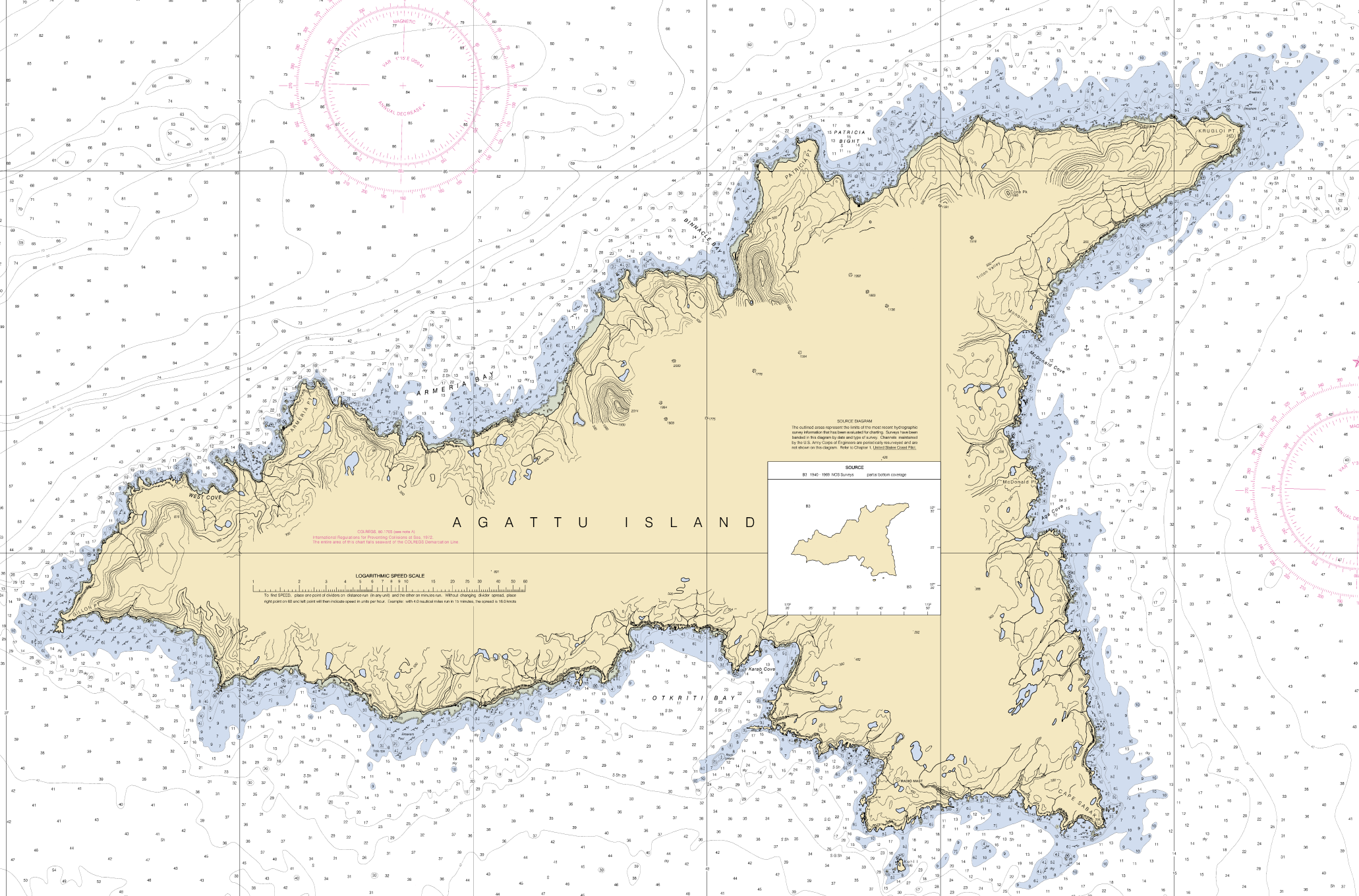
アガッツ島の海図

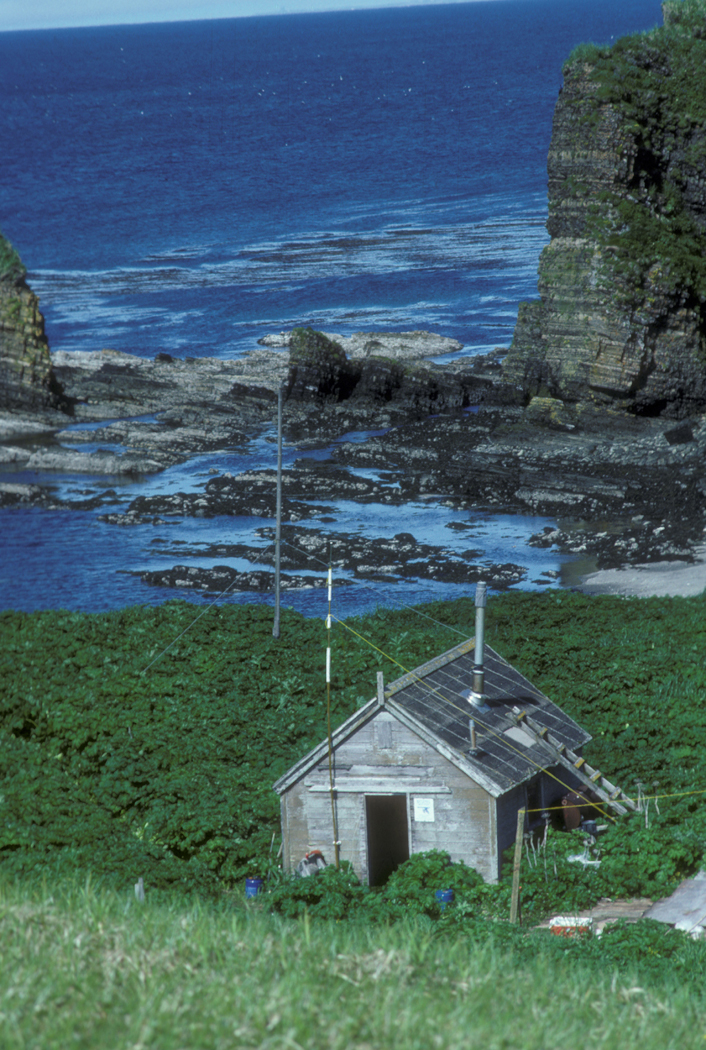
アガッツ島にある避難小屋。1988. Courtesy: USFWS

アガッツ島(アガッツとう、英語: Agattu)(アレウト語: Angatux̂)は、アリューシャン列島のニア諸島に属する火山島である。面積は日本の石垣島程度の85.558 sq mi (222 km2)ある大きな島でありながら現在は無人島である。島の長さは12.2マイル (19.7 km)、幅は19マイル (30 km)程である。島は火山島でかなりの山岳が形成されている。木のないこの島は2,073フィート (632 m)のピークに達する山とツンドラのような地面で形成されている。
アガッツ島には7つの大規模な海鳥の営巣地があり、およそ66000羽の海鳥が生息していて、チシマウガラスとエトピリカの全世界の生息数の1パーセントがこの島に営巣していると見積もられている。他にもチシマシギ、アカエリヒレアシシギ、ハイガシラハギマシコ、ユキホオジロも生息している。 シジュウカラガンは、1970年代に島からキツネが排除された後に島に再導入された。このキツネの排除によって、環境保護者がライチョウを島に再導入することも可能になり、2006年には少なくとも25のつがいのライチョウが確認されている。

## 島の居住者
現在は無人島のアガッツ島であるが、発掘作業により、紀元前760年にはアレウト族が島に居住していたことが確認されている。
発掘された遺跡の規模から500～1000の人が、ロシア人が島に到達する以前に居住していたと見積もられている。
ロシア人がアリューシャン列島に到達したのは1751年のこと。その後アガッツ島の人口は急激に減少していった。ロシアの毛皮商人はニア諸島に何年もの間暮らしながらラッコの狩猟を行っていた。1761年にロシア人航海士がアガッツ島で殺害されるなど、原住民のアレウト族とロシア人の間には、しばしば暴力行為も発生した。
1760年代にはニア諸島の住民はアッツ島の一つの集落に移住させられた。第二次世界大戦時にはアッツ島の住民は戦争終結まで日本に抑留されたが、その後生存者はアトカ島に再定住した。

## 地質
島の地質は火山性のアリューシャン列島の中では特徴的なもので、ほぼ火山砕屑岩で占められている。
これらの岩石は水中で堆積されたものであり、主に非結晶のシリカと火山由来の微細な岩屑(がんせつ)から出来ている。火成岩は、斑岩、ドレライト、トラップなどがまばらに見られる。そして島のほとんどが大きく氷に覆われている。